# عندما قتل البنفسج
عندما قتل البنفسج، مجموعة قصصية للقاص والشاعر المغربي مصطفى البقالي، صدرت سنة 2010 عن دار "la Croisée des Chemins" بالدار البيضاء، لكن أول ظهور لها في المكتبات كان في معرض الكتاب بالدار البيضاء سنة 2011.
وهي أول إصدار أدبي لمصطفى البقالي، قبل أن يصدر مجموعته الشعرية «سأذهب إلى الحب عاريا» الصادرة عن وزارة الثقافة المغربية في يناير 2011.

## جائزة القناة الثانية
فازت مجموعة «عندما قتل البنفسج» بجائزة القناة الثانية المغربية «دوزيم» للإبداع الأدبي في صنف القصة القصيرة عام 2009، وتسلم القاص مصطفى البقالي الجائزة من يد الروائي العربي المعروف محمد برادة في الحفل الذي على شاشة القناة المغربية الثانية، وقد علق محمد برادة على المجموعة بأنها “عمل يجمع بين استبطان مشاعر ذاتية، والتقاط ما يجري خارج الذات، مع الابتعاد عن المحاكاة الحرفية للواقع، بمعنى أن المجموعة (يضيف برادة) تتوفر على أسلوب يكسر السرد الواقعي التقليدي، فضلا على أن في المجموعة بعض القصص القصيرة جدا والتي تكشف على القدرة على التركيز والإشارة إلى مدلولات تستحق التأمل”.

## الفهرس
تحتوي مجموعة «عندما قتل البنفسج» على 12 قصة قصيرة تختلف فيما بينها من حيث الطول والتكثيف، وهي:
- المقهى القديم
-عندما قتل البنفسج
-الملائكة لا تحلق فوق الحافلة
-أكره المتطفلين
-رحيل
-قد تعود من جديد
-عذراء
-الطابور
-أرق
-أوف لاين
-شيزوفرينيا
-بلوثوث